# Constantí
Constantí – gmina w Hiszpanii, w prowincji Tarragona, w Katalonii, o powierzchni 31,38 km². W 2011 roku gmina liczyła 6774 mieszkańców.